# Hyponerita lucens
Hyponerita lucens är en fjärilsart som beskrevs av William Schaus 1905. Hyponerita lucens ingår i släktet Hyponerita och familjen björnspinnare. Inga underarter finns listade i Catalogue of Life.